# Club des sports sur glace Strasbourg-Alsace
Ne pas confondre avec Étoile noire de Strasbourg.
Le Club des sports sur glace Strasbourg-Alsace, abrégé CSGSA, est un club français omnisports (hockey sur glace, curling et patinage artistique) basé à Strasbourg. Les activités se déroulent dans la patinoire de l’Iceberg située dans le quartier de Cronenbourg.

## Hockey sur glace
L'équipe première du CSGSA évolue dans le championnat de France en Division 3 sous le nom de Strasbourg 2.
Le club comprend une section hockey mineur (école de glace, catégories U9, U11, U13, U15, U17, U20 et Loisir). 
L'équipe U20 évolue lors de la saison 2022-2023 dans la poule A du championnat de France U20 élite qui regroupe Grenoble, Rouen, Hc74 et Strasbourg.
L'équipe U17 évolue quant à elle au sein de la poule C du championnat de France U17 élite.  
Le CSGSA est le seul club français, qui participe à des championnats jeunes en Allemagne, plus précisément dans le Land du Bade-Wurtemberg,. 
Le club compte également une section loisirs.
Le CSGSA est labellisé Pôle Espoir U18 par la FFHG dans le cadre du Parcours d'Excellence Sportive. De nombreux hockeyeurs professionnels sont issus de la formation strasbourgeoise (sport-étude de la sixième à la terminale).
L'équipe professionnelle de Strasbourg, l'Étoile noire, qui évolue dans le Championnat de France de hockey sur glace, est une entité indépendante (société par actions simplifiée), mais elle conserve son affiliation au CSGSA.